# Конгсберг
Ко́нгсберг (норв. Kongsberg) — місто, адміністративний центр комуни Конгсберг у фюльке Бускеру на півдні Норвегії.

## Географія
Місто розташоване на річці Нумедалслоген. На території є три водоспади.

## Історія

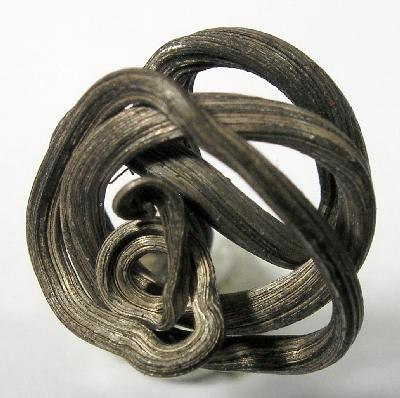
Класичний срібний дріт з Конгсбергу, зібраний у 1980-х. Розмір 1.4 × 1 × 0.9 cm

Перша назва Konings Bierg («Королівська гора»). Заснував поселення король Крістіан IV для добування срібла в 1624 році в місцевому родовищі.
1802 року Конгсбергу був присвоєний статус міста.
У 1810 році сталась велика пожежа, що дуже знищила місто.
У 1814 році уряд вирішив зробити Конгсберг центром збройової промисловості, яка дотепер домінує в місті.
У 1835 році чисельність населення досягла 3540 осіб.

## Економіка
У 1686 році в Конгсберзі засновано монетний двір, який до нашого часу є єдиним підприємством, що випускає норвезькі монети. Через Конгсберг проходить залізниця, яка пов'язує це місто зі столицею країни — містом Осло.
У 1770 році на срібних шахтах міста працювали близько 4 000 осіб.
У 1935—1939 роках Конгсберг давав 7-11 тонн срібла на рік. Глибина розробки досягла 1076 м.
У 1624—1957 роках добуто близько 1 350 тонн срібла.
На території населеного пункту розташовується штаб-квартира найбільшої норвезької оборонної компанії Kongsberg Gruppen. Також є ряд заводів, одним з найбільших є «Kongsberg Automotive» (засновано 1957 року).

## Культура та туризм
За версією сайту VisitOslo, Конгсберг входить до десятка місць, які варто відвідати, перебуваючи в Осло.

### Головні пам'ятки Конгсбергу
- Міська церква в стилі бароко, яку звели в 1761 році. Церква входить в число найбільших церков Норвегії, вона може вмістити близько 2,5 тис. осіб. Орган церкви сконструйований відомим німецьким майстром Готфрідом Генріхом Глогером в 1760—1765 роках і є найбільшим органом у всій Скандинавії.
- Норвезький гірничий музей[3]
- Музей Королівського Норвезького монетного двору
- Музей промисловості Конгсбергу
- Дім-музей з колод «Кнутехютта» (1929)
- Музей лижного спорту (Конгберг).

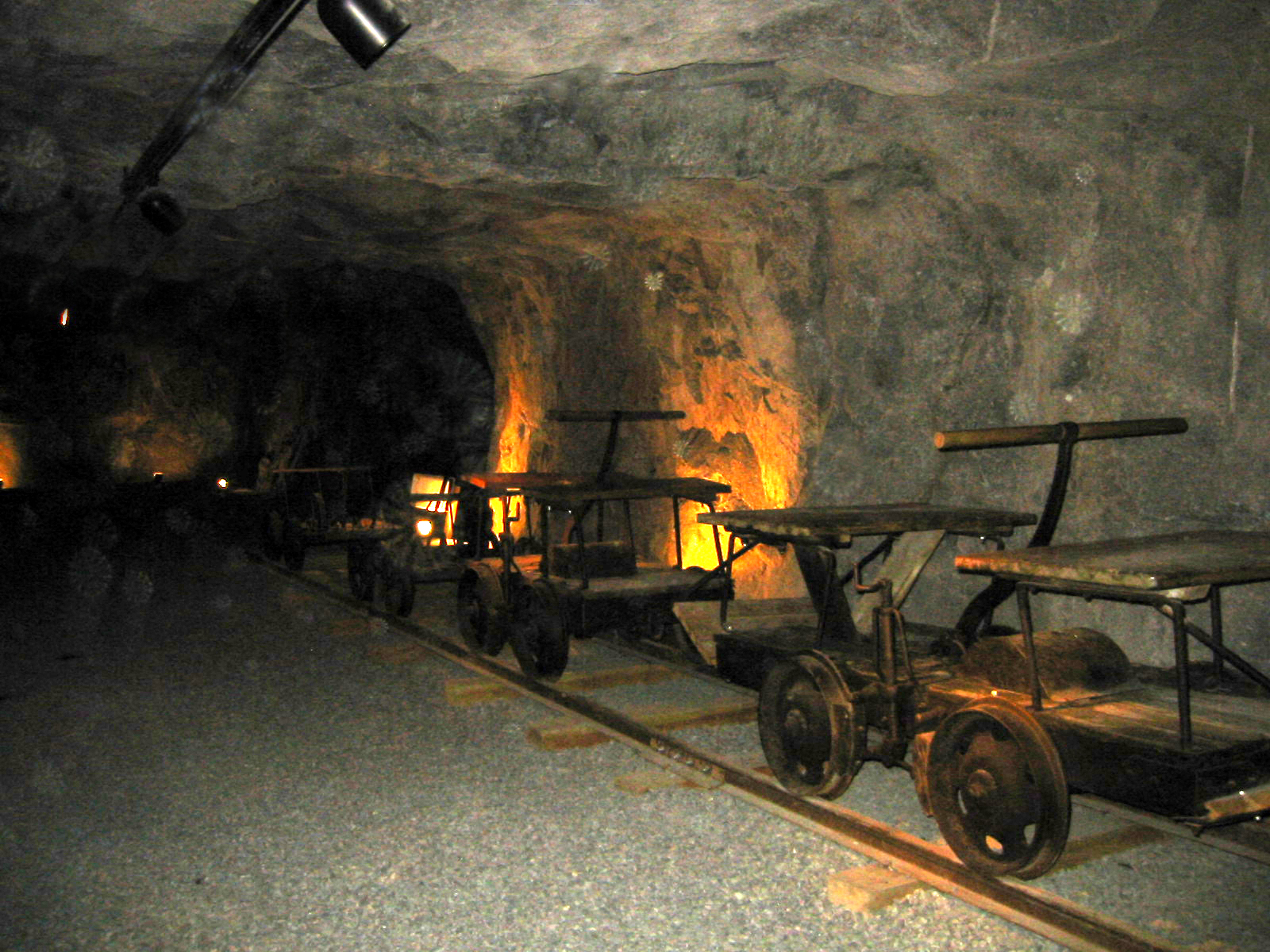
Срібні шахти Конгсбергу

Королівська Шахта є найбільшою шахтою в районі Конгсбергу. Кімната, що відома тепер як Бенкетна зала Королівської Шахти, спочатку була призначена як запасне місце для зберігання Національного архіву Норвегії
Безліч туристів відвідує це місто в січні, бо тут проходить музичний фестиваль. Часто проходить міжнародний джазовий фестиваль.
Дотепер у Конгсберзі існує обряд, якому вже більше ніж 300 років  — «п'яна ніч» (норв. Drekkedagsnatta). У минулі часи, коли більшість населення міста працювало на срібній шахті, у переддень Різдва працівники отримували заробітну плату. Шахтарі, святкуючи, спускалися з гори до своїх домівок зі смолоскипами в руках, співали пісні і раділи, підігріваючи радість алкогольними напоями. Зараз в цей день на горі збирається все місто, навіть ті, хто давно виїхав з міста, повертаються в рідні місця. Городяни згадують шахтарське минуле, розводять багаття на схилах, збираються навколо вогню з піснями та радіють зустрічі з друзями.
Для любителів зимових видів спорту в містечку функціонує високоякісний гірськолижний курорт.

## Клімат
| Клімат Конгсберг        | Клімат Конгсберг | Клімат Конгсберг | Клімат Конгсберг | Клімат Конгсберг | Клімат Конгсберг | Клімат Конгсберг | Клімат Конгсберг | Клімат Конгсберг | Клімат Конгсберг | Клімат Конгсберг | Клімат Конгсберг | Клімат Конгсберг | Клімат Конгсберг |
| Показник                | Січ.             | Лют.             | Бер.             | Квіт.            | Трав.            | Черв.            | Лип.             | Серп.            | Вер.             | Жовт.            | Лист.            | Груд.            | Рік              |
| Середня температура, °C | −6,5             | −5,5             | −1               | 3,7              | 9,8              | 14,5             | 15,6             | 14,3             | 9,8              | 5,2              | −1               | −5,2             | 4,5              |
| Норма опадів, мм        | 57               | 40               | 60               | 46               | 62               | 68               | 84               | 93               | 93               | 100              | 78               | 57               | 820              |
| ----------------------- | ---------------- | ---------------- | ---------------- | ---------------- | ---------------- | ---------------- | ---------------- | ---------------- | ---------------- | ---------------- | ---------------- | ---------------- | ---------------- |
| Джерело:                |                  |                  |                  |                  |                  |                  |                  |                  |                  |                  |                  |                  |                  |

## Відомі особи
- Мортен Гаркет — вокаліст групи A-ha
- Біргер Рууд — дворазовий олімпійський чемпіон у стрибках із трампліна
- Сіндінг Крістіан Август — композитор
- Отто Сіндінг — художник
- Сільє Нурендал — сноубордистка